# Diògenes de Cartago
Diògenes de Cartago (en llatí: Diogenes, en grec antic: Διογένης) va ser un general cartaginès que va succeir a Hasdrúbal en el comandament de la fortalesa i ciutat de Neferis (Nepheris) que era el principal lloc per l'abastiment de Cartago. Allà Publi Corneli Escipió Africà Emilià el va atacar, però tanmateix va deixar encarregat del combat al seu lloctinent Leli i va marxar a Cartago.
Molt poc després Escipió va retornar i en acabar un setge de 22 dies va aconseguir de prendre la fortalesa. Es diu que van morir 70.000 cartaginesos en aquell lloc, i que aquesta victòria va ser el primer gran pas abans de l'ocupació la mateixa Cartago, que necessitava les provisions que li subministrava Neferis. L'ocupació d'aquell lloc també va trencar la confiança dels africans que encara defensaven la supremacia de Cartago, segons explica Apià.